# Ahora es el momento
Ahora es el momento, conocida en su segunda etapa como Ahora es cuando, fue la gira de Robe como artista en solitario, la cual comenzó el 4 de septiembre de 2021 y finalizó el 19 de noviembre de 2022. En ella presentó su último álbum Mayéutica, así como sus dos trabajos anteriores en solitario y algunos de los éxitos de Extremoduro.
La gira, constó de 22 conciertos repartidos entre 20 ciudades de España.
Debido a las restricciones por la pandemia COVID-19, las entradas salieron a la venta 15 días antes de cada concierto y tanto la cantidad de entradas como su precio estuvieron reguladas por el momento actual que pasaba la ciudad o las medidas restrictivas que existían en el país.
Durante el trascurso de la gira, se produjeron varios cambios de fecha, así como de emplazamientos y, además, se anunció un nuevo concierto en Madrid, en el WiZink Center, donde por primera vez el público pudo estar de pie.
El 11 de marzo de 2022 se anunció la segunda parte de la gira, titulada Ahora es cuando y que tendrá lugar desde junio a noviembre de 2022. La entradas salieron a la venta el 22 de marzo en su web oficial.
A finales de septiembre se anunció un concierto 'fin de gira' en Madrid, para el 19 de noviembre de 2022.

## Fechas de la gira

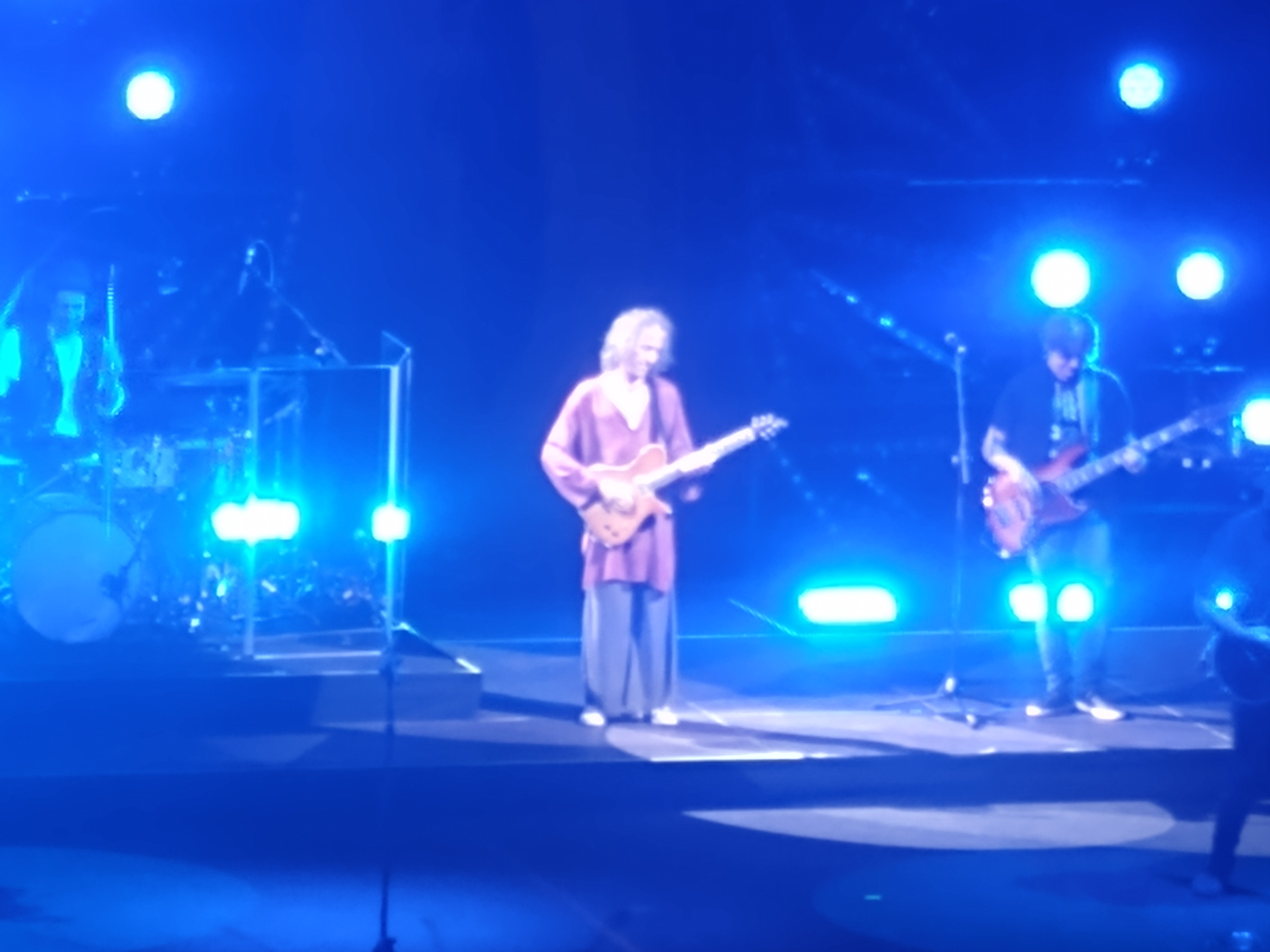
Robe en Plasencia el 8 de octubre de 2021.

| Fecha                                             | Ciudad                                | Lugar                                                |
| ------------------------------------------------- | ------------------------------------- | ---------------------------------------------------- |
| Ahora es el momento                               |                                       |                                                      |
| España                                            |                                       |                                                      |
| 4 de septiembre de 2021                           | Granada                               | Cortijo del Conde                                    |
| 10 de septiembre de 2021                          | Valencia                              | Auditorio Marina Sur                                 |
| 11 de septiembre de 2021                          | Rivas Vaciamadrid (Madrid)            | Auditorio Miguel Ríos                                |
| 17 de septiembre de 2021                          | Fuengirola (Málaga)                   | Mare Nostrum                                         |
| 18 de septiembre de 2021                          | San Fernando (Cádiz)                  | Bahía Sound                                          |
| 25 de septiembre de 2021                          | Sevilla                               | CAAC                                                 |
| 23 de septiembre de 2021 26 de septiembre de 2021 | Mérida                                | Teatro Romano                                        |
| 2 de octubre de 2021                              | Santander                             | Palacio de Deportes (La Ballena)                     |
| 8 de octubre de 2021                              | Plasencia                             | Palacio de Congresos                                 |
| 9 de octubre de 2021                              | Plasencia                             | Palacio de Congresos                                 |
| 15 de octubre de 2021                             | Murcia                                | Plaza de toros                                       |
| 16 de octubre de 2021                             | Alicante                              | Plaza de toros                                       |
| 1 de octubre de 2021 22 de octubre de 2021        | San Sebastián                         | Plaza de toros (Cancelado)                           |
| 23 de octubre de 2021                             | Pamplona                              | Navarra Arena                                        |
| 29 de octubre de 2021 31 de octubre de 2021       | La Coruña Santiago de Compostela      | Coliseum (Cambio de recinto) Multiusos Fontes do Sar |
| 5 de noviembre de 2021                            | Bilbao                                | Bilbao Arena Miribilla                               |
| 6 de noviembre de 2021                            | Zaragoza                              | Pabellón Príncipe Felipe                             |
| 12 de noviembre de 2021                           | Avilés (Asturias)                     | Pabellón de la Magdalena                             |
| 13 de noviembre de 2021                           | Valladolid                            | Pabellón Pisuerga                                    |
| 20 de noviembre de 2021                           | Madrid                                | WiZink Center                                        |
| 21 de noviembre de 2021                           | Villanueva de la Serena (Badajoz)     | Palacio de Congresos                                 |
| 27 de noviembre de 2021                           | Barcelona                             | Palau Sant Jordi                                     |
| Ahora es cuando                                   |                                       |                                                      |
| España                                            |                                       |                                                      |
| 4 de junio de 2022                                | Cáceres                               | Recinto hípico                                       |
| 11 de junio de 2022                               | Madrid                                | Madrid Escena                                        |
| 17 de junio de 2022                               | Illescas (Toledo)                     | Espacio Escénico                                     |
| 18 de junio de 2022                               | Salamanca                             | Sánchez Paraíso                                      |
| 24 de junio de 2022                               | Zamora                                | Auditorio de la Plata                                |
| 25 de junio de 2022                               | Burgos                                | Campo de Rugby San Amaro                             |
| 1 de julio de 2022                                | Úbeda (Jaén)                          | Recinto ferial                                       |
| 2 de julio de 2022                                | Chiclana de la Frontera (Cádiz)       | Concert Music Festival                               |
| 8 de julio de 2022                                | Montalbán de Córdoba                  | Estadio Nuevo Calvario                               |
| 9 de julio de 2022                                | Almería                               | Recinto ferial                                       |
| 15 de julio de 2022                               | Gijón                                 | Gijón Live                                           |
| 17 de julio de 2022                               | Gandía (Valencia)                     | Pirata Beach Festival                                |
| 22 de julio de 2022                               | Badajoz                               | Alcazaba árabe                                       |
| 23 de julio de 2022                               | Guadalajara                           | Plaza de toros                                       |
| 30 de julio de 2022                               | Teruel                                | Plaza de toros                                       |
| 5 de agosto de 2022                               | Lanuza (Huesca)                       | Festival Pirineos Sur                                |
| 6 de agosto de 2022                               | Rosas (Gerona)                        | Festival Sons del Món                                |
| 13 de agosto de 2022                              | Laredo (Cantabria)                    | Campo de fútbol San Lorenzo                          |
| 20 de agosto de 2022                              | Mallorca                              | Son Fusteret                                         |
| 26 de agosto de 2022                              | Albacete                              | Plaza de toros                                       |
| 27 de agosto de 2022                              | Cuenca                                | Campo de fútbol la Fuensanta                         |
| 2 de septiembre de 2022                           | Valencia                              | Marina Sur                                           |
| 3 de septiembre de 2022                           | Alcázar de San Juan (Ciudad Real)     | Plaza Joven                                          |
| 9 de septiembre de 2022                           | Alcalá de Henares                     | Palacio Arzobispal (Los Conciertos de la Muralla)    |
| 10 de septiembre de 2022                          | Vitoria                               | Buesa Arena                                          |
| 16 de septiembre de 2022                          | Valladolid                            | Expo Valladolid                                      |
| 17 de septiembre de 2022                          | Lugo                                  | Caudal Fest                                          |
| 23 de septiembre de 2022                          | Alicante                              | Área 12                                              |
| 24 de septiembre de 2022                          | Sanlúcar de Barrameda (Cádiz)         | Plaza de toros                                       |
| 30 de septiembre de 2022                          | Granada                               | Plaza de toros                                       |
| 1 de octubre de 2022                              | Mairena del Aljarafe (Sevilla)        | Centro hípico                                        |
| 8 de octubre de 2022                              | Barcelona                             | Fórum                                                |
| 15 de octubre de 2022                             | Bilbao                                | Bilbao Arena Miribilla                               |
| 21 de octubre de 2022                             | Murcia                                | Cuartel Artillería                                   |
| 22 de octubre de 2022                             | Málaga                                | Cortijo de Torres                                    |
| 29 de octubre de 2022                             | Onda (Castellón)                      | Multiusos                                            |
| 31 de octubre de 2022                             | La Coruña                             | Coliseum                                             |
| 9 de octubre de 2022 4 de noviembre de 2022       | Zaragoza                              | Príncipe Felipe                                      |
| 11 de noviembre de 2022                           | Las Palmas de Gran Canaria            | Gran Canaria Arena                                   |
| 12 de noviembre de 2022                           | San Cristóbal de La Laguna (Tenerife) | Pabellón Santiago Martín                             |
| 19 de noviembre de 2022                           | Madrid                                | WiZink Center                                        |